# Нижнеясиновский
Нижнеясиновский — хутор в Каменском районе Ростовской области.
Входит в состав Богдановского сельского поселения.

## Население
| 2010 |
| ---- |
| 204  |

## Улицы
- ул. Береговая,
- ул. Платова,
- ул. Степная,
- ул. Шолохова.